# Шилдс, Джимми
Джеймс А́ллен «Джи́мми, Джим» Шилдс (англ. James Allen "Jimmy, Jim" Shields; 1929, Sceptre, Саскачеван — 16 июля 1996, Калгари, Альберта) — канадский кёрлингист.
В составе мужской сборной Канады чемпион мира и Канады (1968).
Играл на позициях третьего и четвёртого, несколько сезонов был скипом команды.

## Достижения
- Чемпионат мира по кёрлингу среди мужчин: золото (1968).
- Чемпионат Канады по кёрлингу среди мужчин: золото (1968), бронза (1960, 1963).

## Команды
| Сезон   | Четвёртый    | Третий        | Второй        | Первый      | Турниры           |
| ------- | ------------ | ------------- | ------------- | ----------- | ----------------- |
| 1955—56 | Джимми Шилдс | Moe Seaman    | David Faibish | Dunc Cran   | [ 4 ]             |
| 1959—60 | Stu Beagle   | Джим Шилдс    | Ron Baker     | Фред Стори  | ЧК 1960           |
| 1962—63 | Джим Шилдс   | Рон Норткотт  | Ron Baker     | Фред Стори  | ЧК 1963           |
| 1965—66 | Джимми Шилдс | Ray Kingsmith | Фред Стори    | Jack Hunter | [ 5 ]             |
| 1967—68 | Рон Норткотт | Джимми Шилдс  | Берни Спаркс  | Фред Стори  | ЧК 1968 · ЧМ 1968 |

(скипы выделены полужирным шрифтом)